# Juliana de Aquino
Juliana Ferreira Braga de Aquino (* 5. August 1980 in Brasília; † 1. Juni 2009 im Atlantischen Ozean) war eine brasilianische Musicaldarstellerin, die in der Nacht vom 31. Mai auf den 1. Juni beim Absturz des Air-France-Fluges 447 im Atlantik ums Leben kam.

## Leben
Ferreira Braga de Aquino begann im Alter von vier Jahren ihre musikalische Ausbildung. Sie studierte Klavier am Instituto de Música do Distrito Federal und an der Universität Brasília klassischen Gesang und Oper. Außerdem gewann sie ein Stipendium für das Berklee College of Music in Boston. Sie nahm an Gesangs-Workshops mit Richard Lissemore und Schauspiel-Workshops mit Steve Markusfeld teil. Das erste Mal auf der Bühne stand sie in Brasilien, in den Stücken Fame und Carmen sowie als Solistin bei der Show Disney Songs.
Im Jahr 2001 hatte sie einen Auftritt für Papst Johannes Paul II. im Vatikan. Danach folgten (wieder in Brasilien) Rollen wie der Page in Rigoletto. In The Sound of Music verkörperte sie Mother Abbes.
Mit 15 Jahren hatte sie ihr Debüt als Solo-Künstlerin und im Jahr 2001 kam ihre Solo-CD Primeora Vez heraus.
2003 kam sie nach Hamburg, wo sie im Musical Der König der Löwen ein Engagement erhielt. Sie war vier Jahre lang als Swing und als Zweitbesetzung der Shenzi zu sehen, bevor sie 2008 in Klagenfurt die Rolle der Maria Magdalena in Jesus Christ Superstar übernahm. Ihr letztes Engagement hatte sie 2009 bei der Stuttgarter Produktion von Wicked – Die Hexen von Oz, wo sie im Ensemble und als Zweitbesetzung der Madame Akaber zu sehen war.

## Engagements
- 2003 bis 2007: Der König der Löwen im Theater im Hafen Hamburg im Ensemble und als Zweitbesetzung Shenzi.
- 2008: Jesus Christ Superstar im Stadttheater Klagenfurt als Maria Magdalena.
- 2009: Wicked – Die Hexen von Oz im Palladium Theater Stuttgart im Ensemble und als Zweitbesetzung Madame Akaber.